# الرقابة في ماليزيا
الرقابة هي قضية طويلة الأمد في ماليزيا وظهرت بشكل واضح لمحاولتها التكيف مع الاقتصاد الحديث المبني على المعرفة. على الرغم من أن دستورها الفيدرالي ينص على أنه وفقًا لشروط معينة، «لكل مواطن الحق في حرية الكلام والتعبير» (المادة 10)، استمرت مرتبة ماليزيا بالتراجع في المؤشرات العالمية المتعلقة بالصحافة وحرية الإعلام.
احتلت ماليزيا عام 2016 المرتبة 146 (من أصل 180) في مؤشر حرية الصحافة العالمي من قبل مراسلون بلا حدود. وحصلت على تصنيف «حرة جزئيًا» في تقرير الحرية في العالم من قبل فريدم هاوس في عام 2008 وبقي كذلك في عام 2016. حصلت ماليزيا على أربع نقاط لكل من الحقوق السياسية والحريات المدنية، في تقرير الحرية في العالم الذي يعتمد الأرقام من واحد إلى سبعة كمقياس، إذ يشير الواحد إلى الأكثر حرية والسبعة إلى الأقل.
يعد الاستخدام غير المرخص أو امتلاك آلة طباعة غير قانوني بموجب قانون المطابع والمنشورات لعام 1984. كثيرًا ما يُعطى الصحفيين إرشادات من مكتب رئيس الوزراء عند الإبلاغ عن القضايا «الحساسة»، وتُشجَع الرقابة الذاتية على وسائل الإعلام.

## الخلفية
قال وزير الداخلية الماليزي السابق السيد سيد حامد جعفر البار في عام 2003 إن المبادئ التوجيهية المتعلقة بالرقابة، التي وضِعت عام 1993 ستعاد دراستها لأن بعض المبادئ «لم تعد قابلة للتطبيق». وكرر أن الهدف الرئيسي من القانون هو بناء «أمة ماليزية» أفضل. وعن المبادئ التوجيهية للرقابة الحالية على الأفلام، قال إذا كان المشهد «مثيرًا جدًا»، فسيُقتطع. «الأمر متروك للمجلس. إنهم يشاهدون المشهد وإذا كان فاضحًا جدًا سيقتطعونه. إذا لم يكن إباحيًا بطبيعته، سيسمحون به. إنه موضوع شخصي للغاية». وقال أيضًا: «يجب أن يكون معيار الأخلاق والقيم الروحية اليوم قويًا لأن الناس يتعرضون لجميع أنواع التحديات» و«هناك علاقة بين الجانحين المجرمين والجنس والعنف الظاهر على الشاشة».
بعد ردود الفعل السلبية تجاه الرقابة على مقال يتعلق برالي بيرسه الثاني لعام 2011، في منتصف أغسطس 2011 ، صرح رئيس الوزراء السيد نجيب تون عبد الرزاق أن الرقابة الإعلامية «لم تعد فعالة» وأن الحكومة ستراجع قوانين الرقابة الحالية. 
على الرغم من هذا الوعد، راقبت الحكومة الماليزية تقارير بي بي سي والجزيرة مرة أخرى عن رالي بيرسه الثالث لعام 2012. أرسلت كلتا المنظمتين شكاوى شديدة اللهجة إلى أسترو ماليزيا، وهي شركة البث التي تقدم الأخبار، بشأن التلاعب في تقاريرهم الإخبارية. رفضت أسترو الشكاوى قائلة إن وكالات الأنباء «لم تدرك أن واجب أسترو الالتزام بقوانين المحتوى المحلية». سجل وزير الثقافة والإعلام، ريس ياتيم، تصريحًا قال فيه: عُرضت «أفضل أجزاء التقرير فقط». وردت أيضُا أنباء عن قيام الشرطة بمصادرة وتدمير الكاميرات ومهاجمة الصحفيين الذين حاولوا التقاط صور ما أظهر وحشية الشرطة.

## سياسات الرقابة

### العُري
تخضع الكتب والمجلات والمطبوعات التي تحتوي على عُري (بما في ذلك عري الشعوب الأصلية) أو المواد الحساسة للحكومة للرقابة يدويًا عن طريق تظليل المناطق بالحبر الأسود. تخضع بعض الكتب للرقابة من خلال إزالة الصفحات بأكملها.
المواد الإباحية من أي نوع ممنوعة منعًا باتًا في ماليزيا. يُمنع الجنس والمشاهد العارية منعًا باتًا من قبل الرقابة.

### كلمات فردية
بموجب البند 48 (3) و(4) من تشريع الإدارة الدينية الإسلامية في بينانق لعام 2004، يُعاقب غير المسلمين في شبه الجزيرة الماليزية على استخدامهم الكلمات التالية أو كتابتها أو نشرها بأي شكل أو نسخها أو ترجمتها لأي لغة أو استخدامها في أي مواد الدعاية في أي وسيلة: الله، وكلمة الله، والعلامة، والحديث، والعبادة، والكعبة، والقاضي، والإلهي، والوحي، والتبشير، والشريعة، والقبلة، والحج، والمفتي، والرسول، والإيمان، والوعظ، والوصي، والفتوى، والكاهن، والنبي، والشيخ، والخطبة، وجماعة التبليغ، والآخرة، والآذان، والقرآن، والسنة، والأولياء، والكرامة، والشهادة، وبيت الله، والمصلى، وزكاة الفطر، والحجة، والتقوى والصالح.

### إسرائيل
لا يُسمح بعرض أي أفلام إسرائيلية وأي أفلام باللغة العبرية واليديشية في دور السينما الماليزية.

## الإنترنت
حتى 11 يونيو 2011 وبداية يوليو 2014  لم يخضع محتوى الإنترنت للرقابة رسميًا، وضُمنت الحريات المدنية، رغم أنه في مناسبات عديدة، اتُهمت الحكومة بفلترة المواقع الحساسة سياسيًا. أي فعل يحد من حرية الإنترنت يتناقض نظريًا مع قانون الوسائط المتعددة الذي وقعته الحكومة الماليزية في التسعينيات. ومع ذلك فإن سيطرة الدولة الواسعة على وسائل الإعلام التقليدية تمتد إلى الإنترنت في بعض الأحيان، مما يؤدي إلى الرقابة الذاتية والتقارير التي تفيد بأن الدولة تحقق وتضايق المدونين والمعارضين الإلكترونيين.
حُظرت العديد من المواقع السياسية من قبل الحكومة الماليزية اعتبارًا من 28 يناير 2014. واجه مستخدمو الإنترنت مربعًا باللونين الأزرق والأسود مع إعلان «هذا الموقع غير متاحٍ في ماليزيا لأنه ينتهك القانون الوطني». 
لم تجد مبادرة الإنترنت المفتوح دليلًا على فلترة الإنترنت في ماليزيا في المجالات السياسية والاجتماعية والصراع/الأمن وأدوات الإنترنت في مايو 2007. وهي في قائمة مراسلون بلا حدود لعام 2011 للدول الخاضعة للمراقبة.
تعهد رئيس الوزراء عبد الله بدوي ونجيب عبد الرزاق في مناسبات عديدة، بأن الوصول إلى الإنترنت في ماليزيا لن يكون مراقبًا، وأن الأمر متروك للوالدين لتثبيت برامج الرقابة الخاصة بهم وتوفير التعليم لأطفالهم (توفير الرقابة الذاتية). ينكر مزودو خدمات الإنترنت وجود فلترة للمواقع على الإنترنت عند الطلب. ومع ذلك يعلن وزير الاتصالات في بعض الأحيان أنهم يعملون على فلترة على اتساع الدولة، ولكن في كل مرة يُصدر فيها هذا التصريح، يناقضه رئيس الوزراء مؤكدًا أنه لن يكون هناك رقابة على الإنترنت. أعلنت وزارتا ولاية تيرينجانو وكلانتان عن وجود فلترة على مستوى الولاية.
أعلن نائب وزير العلوم والتكنولوجيا كونغ تشو ها عام 2006، أن جميع المدونات الإخبارية الماليزية يجب أن تكون مسجلة لدى وزارة الإعلام. وبرر ذلك بقوله إن القانون ضروري لثني المدونين عن الترويج للاضطراب في المجتمع المتعدد الأعراق في ماليزيا.
كرر رئيس الوزراء نجيب عبد الرزاق في أبريل 2011 وعوده بأن ماليزيا لن تفرض رقابة على الإنترنت. في عام 2016 حُظرت منصة التدوين ميديام في ماليزيا، بعد أن استضافت مدونة التحقيق، تقرير ساراواك، الذي غطى ادعاءات الفساد ضد رئيس الوزراء نجيب عبد الرزاق.
في فبراير 2012 رَحَلَت السلطات الماليزية صحفي سعودي متهم بإهانة النبي الإسلامي محمد في تغريدة.
في مايو 2013 وقبل الانتخابات العامة الماليزية الثالثة عشرة، وجِدت تقارير عن الوصول إلى مقاطع فيديو على اليوتيوب تنتقد الحكومة الوطنية الباريسانية (الجبهة الوطنية) وإلى صفحات القادة السياسيين لحلف الشعب في فيسبوك والتي حُظرت. أظهر تحليل حركة مرور الشبكة أن مزودي خدمة الإنترنت مسحوا العناوين الرأسية ومنعوا طلبات مقاطع الفيديو وصفحات الفيسبوك على نحو نشط. 
في يوليو 2018 أعلنت الشرطة الماليزية عن إنشاء وحدة ماليزية للتحقيق في الجرائم ضد الأطفال على الإنترنت والمزودة ببرنامج مراقبة شامل على الإنترنت في الوقت الفعلي، طُوِر في الولايات المتحدة وكُلِف بمراقبة جميع مستخدمي الإنترنت الماليزيين، مع التركيز على المواد الإباحية والصور الإباحية للأطفال. يُحدث النظام «مكتبة بيانات» للمستخدمين تتضمن تفاصيل مثل عناوين بروتوكول الإنترنت ومواقع الويب والمواقع والمدة وتواتر الاستخدام والملفات التي حُملت ونُزلت.